# Edgar Basel
Edgar Basel, född 1 november 1930 i Mannheim, död 7 september 1977 i Mannheim, var en tysk boxare.
Basel blev olympisk silvermedaljör i flugvikt i boxning vid sommarspelen 1952 i Helsingfors.